# 귀머거리의 집

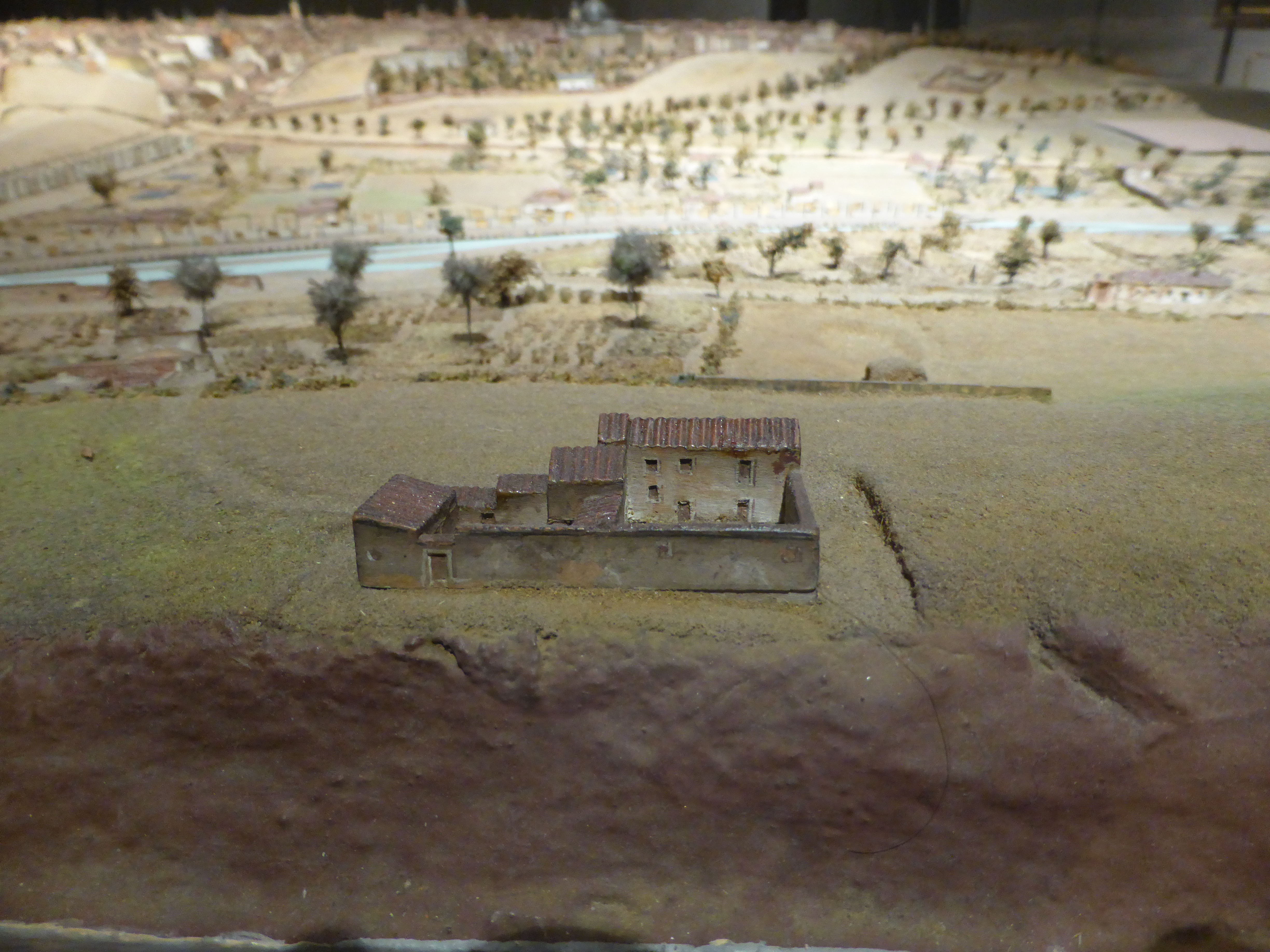
마드리드 역사박물관에 전시된 귀머거리의 집 스케일 모델

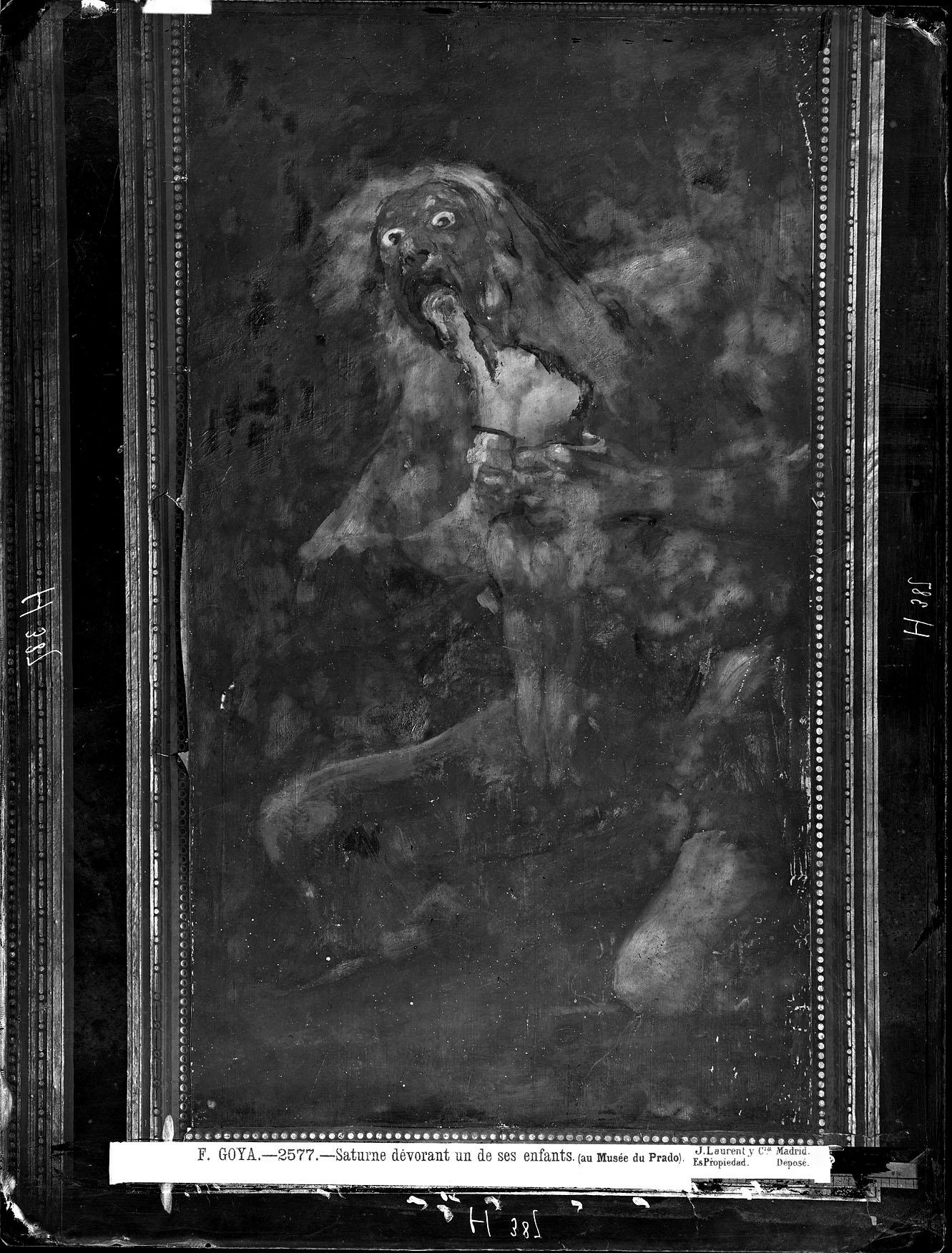
1874년 장 로랑(J. Laurent)이 귀머거리의 집에서 촬영한 고야의 《자식을 잡아먹는 사투르누스》 검은 그림 벽화. 이 그림은 종이 틀에 둘러싸여 있었다.

귀머거리의 집(스페인어: Quinta del Sordo, 영어: Villa of the Deaf One) 또는 고야의 집(스페인어: Quinta de Goya)은 스페인 마드리드 외곽의 구시가지인 카라반첼의 언덕에 위치했던 광대한 부지이자 별장이다. 이 집은 스페인의 화가 프란시스코 고야의 집으로 가장 잘 알려져 있으며, 그는 이 집에 《검은 그림》으로 알려진 14개의 벽화를 그렸다. '귀머거리의 집'이라는 이 별장의 이름은 1792년에 콜레라로 청력을 잃은 고야에서 이름을 따온게 아니라 청각 장애인이었던 이전의 집주인에 유래하여 지어졌다. 이 집은 1909년에 철거되었다.

## 고야의 소유

1900년경 마드리드 도시 계획에 기록된 고야의 집(Quinta de Goya)

프란시스코 고야는 1819년 2월 27일에 청각 장애인이었던 이전 소유자로부터 집을 구입했다. 고야가 매입하기 전에 이 집은 원래 각각 9m x 4.5m 크기의 두 개의 주요 방으로 이루어져 있었으며 향토적인 느낌으로 장식되었었다. 고야는 주방을 위한 새로운 날개 부분을 추가했다. 고야는 1824년 프랑스 보르도로 망명할 때까지 이 집에서 살았으며, 그 후 당시 17세였던 손자 마리아노에게 이 집을 맡겼다. 고야는 마드리드로 돌아온 짧은 기간 동안 이 집에 머물렀다. 고야가 이 부지를 매입한 이유로는 고야의 자유주의를 감안했을 때, 페르난도 7세의 전체주의적 궁정과 거리를 두는 것을 중요하게 여겨 이 부지를 매입한 것으로 보고있다. 1823년 라파엘 델 리에고가 몰락한 후 고야는 스페인을 떠나 보르도로 이사할 필요가 있다고 느꼈다.

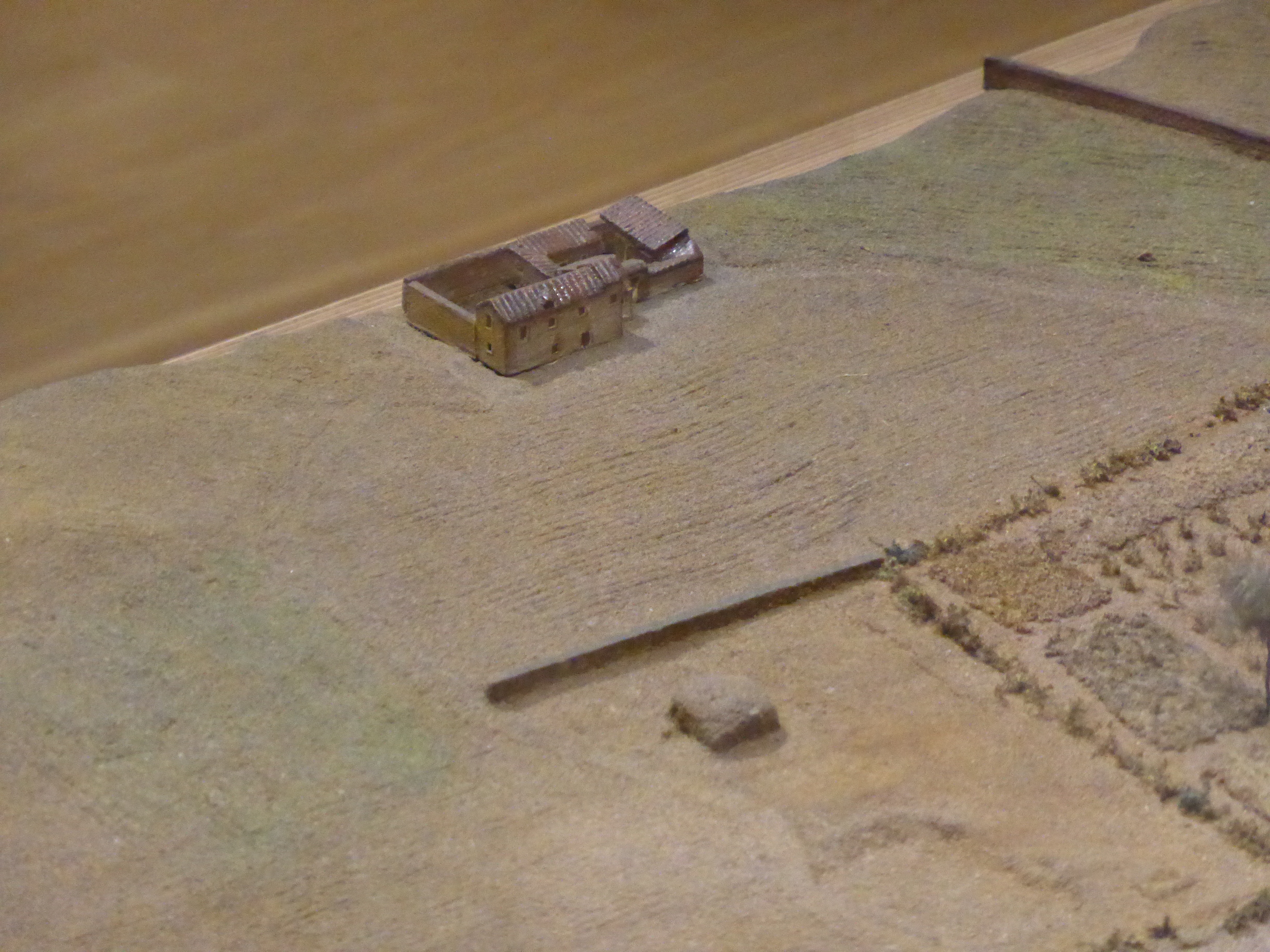
마드리드 역사박물관에 전시된 귀머거리의 집 스케일 모델
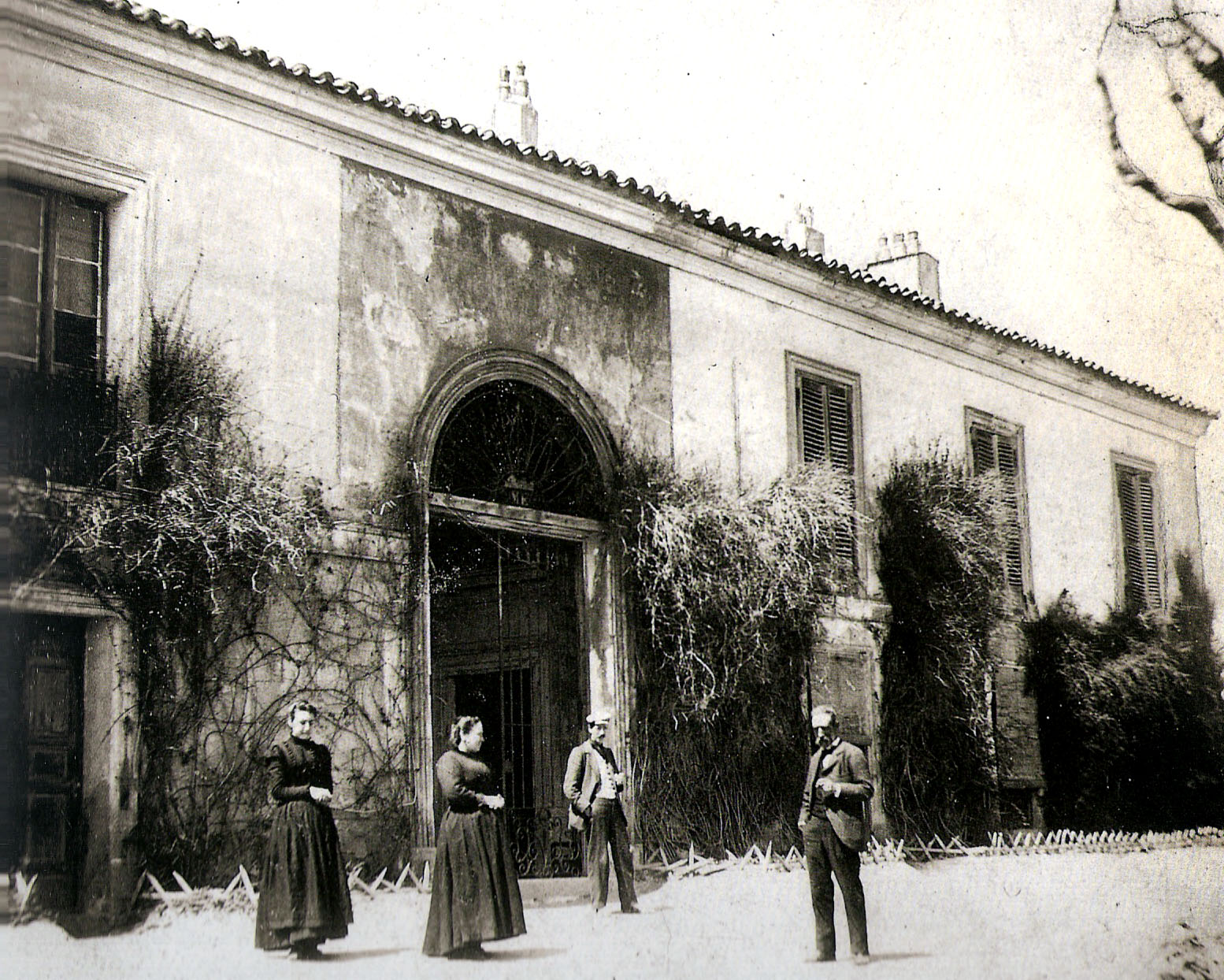
1909년 7월 15일자 스페인 잡지 La Ilustración Españolay Americana에 실린 1900년경 귀머거리의 집에 있는 고야 상속자들의 저택
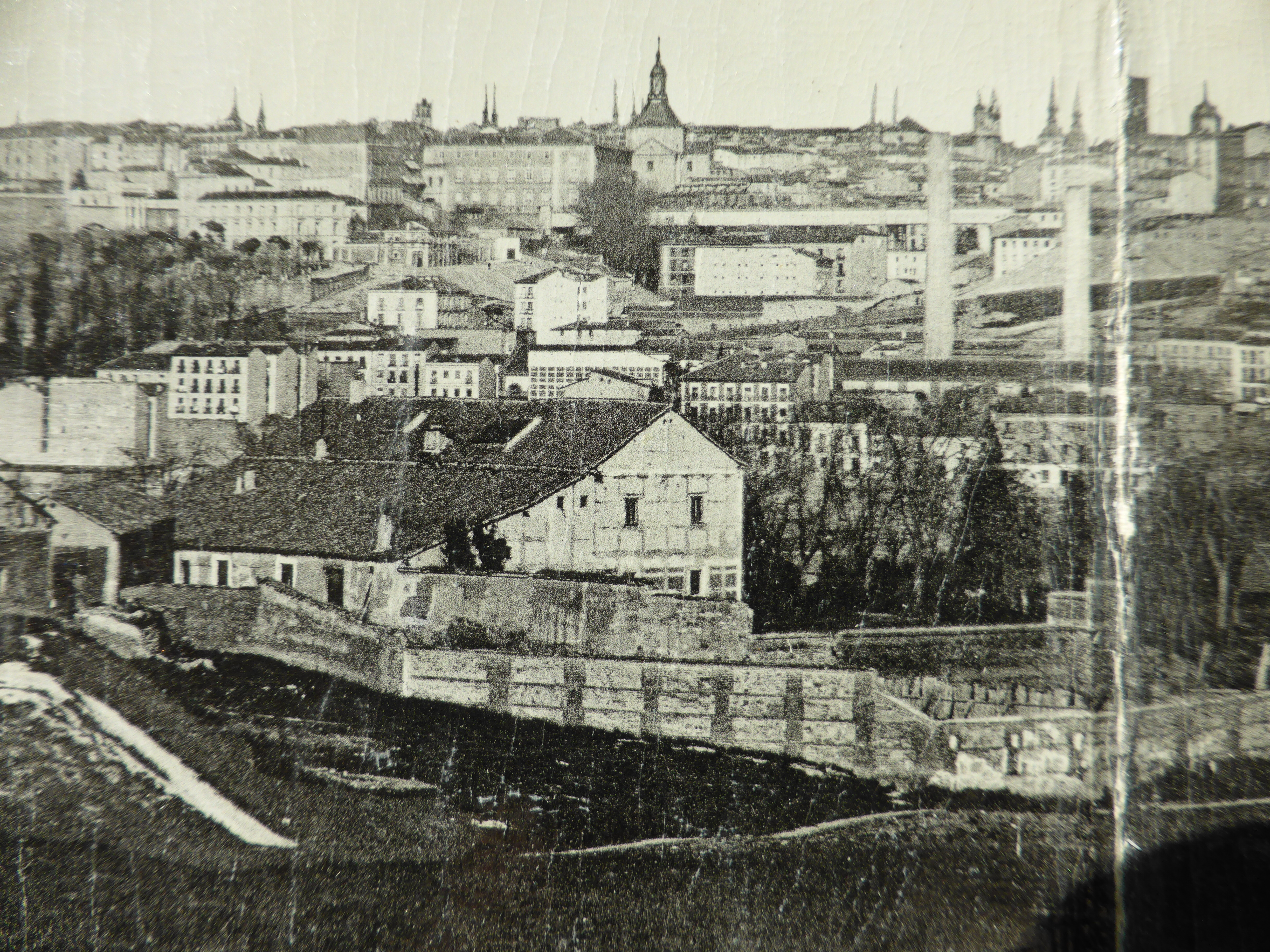
고야 상속자들의 저택, 1907년경